# Rašćane
Rašćane falu Horvátországban, Split-Dalmácia megyében. Közigazgatásilag Vrgorachoz tartozik.

## Fekvése
Makarskától légvonalban 12, közúton 37 km-re keletre, községközpontjától 20 km-re északnyugatra, Közép-Dalmáciában, a 62-es főút és az A1-es autópálya  mellett fekszik. Határa kiterjed az északnyugat-délkeleti irányú ún. Zabiokovlje egy részére és mintegy 600 méter magasságba felnyúlik a Strana-hegy lejtőire. Délnyugati határának legnagyobb részét a Biokovoi Natúrpark területe teszi ki, míg északkeletről a 62-es számú főút határolja. Huszonhat kis településből áll, ezek: Ljubeć, Rotni Dolac, Lužine, Rupa, Vodenjak, Gomila, Družijanići, Zelići, Grkljani, Boduli, Mali Godinj, Ožići, Veliki Godinj, Pejkovići, Njivice és Čelj, melyek a hegy alatti termékeny völgyben, valamint Belaići, Knezovići, Bebeci, Panžići (Pandžići), Polizi, Sokoli, Moruklje, Gradina, Bašići és Nuići (Lauci), melyek a hegy lejtőin fekszenek. Néhányuk (Ljubeć, Knezovići, Bebeci, Panžići, Polizi, Bašići, Nuići és Gradina) mára már elhagyatott és csak néha látogatják az itt élt emberek leszármazottai, Belaići pedig az autópálya építésekor semmisült meg. A lakosok közül sokan a környező nagyobb városokba (Split, Makarska, Vrgorac), más részük pedig az újabb településrészekre (Knezovića Selo, Bašića selo, Bebekovo Selo, Panžića Selo és Zavodac) költöztek. Az ott maradtak nagy része már idős ember.

## Története
A település tölgyerdeiről ("hrast" = tölgy) kapta a nevét. Területe a régészeti leletek tanúsága szerint már az ókorban is lakott volt. A térség első ismert népe az illírek egyik törzse a dalmátok voltak, akik a magaslatokon épített, jól védhető erődített településeikben laktak. Rájuk emlékeztetnek a határában található halomsírok. A rómaiak hosszú ideig tartó harcok után csak az 1. században hódították meg ezt a vidéket. Az illírek elleni 9-ben aratott végső győzelem után békésebb idők következtek, de a római kultúra csak érintőleges hatással volt erre a térségre. A Grebine nevű helyen ebből a korból származó, keleti szimbólumokkal, horgos keresztekkel, félholddal díszített sírkövek találhatók. A horvát törzsek a 7. század végén és a 8. század elején telepedtek le itt, ezután területe a neretvánok kenézségének Paganiának a részét képezte. Rašćane a 12. században a gorskai zsupánság része volt, melyet a dukljai pap a 12. század második felében írt krónikájában említ először. A történeti források Rašćanét leggyakrabban a vrdoli plébánia részeként említik, közülük is elsőként az 1434-ben kelt kresevói oklevélben szerepel, amely Vrh Doo falu mellett Hraštane falut is megemlíti, mely a szomszédos falvak felsorolása alapján egyértelműen a mai Rašćanéval azonosítható.
A török a 15. század második felében szállta meg ezt a vidéket, mely csak 1717 körül Imotska krajinával együtt szabadult fel végleg a több mint kétszáz éves uralma alól. A török uralom idején a hívek lelki szolgálatát a makarskai ferences atyák látták el. A török uralom (melynek végét 1718-ban a pozsareváci béke szentesítette) után a település a Velencei Köztársaság része lett. Ekkor a meglevők mellé új lakosság települt be. A betelepülők ferences szerzetesek vezetésével főként a szomszédos Hercegovinából érkeztek. Főként földműveléssel és állattartással foglalkoztak, de a határhoz közeli fekvésénél fogva eleinte még gyakran kellett részt venniük a velencei-török összecsapásokban. A velencei uralomnak 1797-ben vége szakadt és osztrák csapatok vonultak be Dalmáciába. 1806-ban az osztrákokat legyőző franciák uralma alá került, de Napóleon lipcsei veresége után 1813-ban újra az osztrákoké lett. A francia uralom idején építették meg a napóleoni utat, mely Župán, Rašćanén és Kozicán keresztül, részben a mai 62-es főút nyomvonalán Vrgorac felé haladt. 1857-ben 749, 1910-ben 1483 lakosa volt. 1918-ban az új Szerb-Horvát-Szlovén Állam, majd később Jugoszlávia része lett.
1941. április 10-én megalapították a Független Horvát Államot, melynek papíron a település is része lett, de a tényleges hatalom a térséget április 17-én megszálló olasz hadsereg kezébe került. 1942. júniusában rövid időre elfoglalták a partizánok, majd visszavonultak a Biokovo-hegységbe. Az olasz csapatok védelmét élvező csetnikek augusztusban a partizánok elleni Albia hadművelet keretében a község több településén gyújtottak fel házakat és végeztek ki embereket, főleg nőket, gyermekeket és öregeket. Augusztus 29-én Ivan Čondić atyával és Josip Braeonović plébánossal együtt 37 ártatlan helyi lakos esett áldozatul a pusztításnak. Olaszország kapitulációja után 1943-ban német csapatok szállták meg a vidéket. 1944. október 24-én a németek kivonultak és két nappal később Vrgorac környéke felszabadult. A település a háború után a szocialista Jugoszláviához került.
1952-ig Rašćane Gornje is Rašćane része volt. Ekkor azonban a település néhány befolyásos embere népszavazást kezdeményezett annak érdekében, hogy az Imotski járáshoz tartozó Rašćane a nagyobb gazdasági fejlődés érdekében (főként a közúti összeköttetés miatt) a Makarskai járáshoz tartozhasson. Tekintettel arra, hogy a szavazás eredménye nem volt egységes nem kaptak felhatalmazást a teljes Rašćane átcsatolására. Ezért ügy döntöttek, hogy a települést két részre szakítják. A két létrejött önálló település Rašćani Gornji (Ercezi, Šimići, Prgometi, Selaci, Lendići és Karlušići településrészekkel) és Rašćani Donji (Ljubeć, Rotni Dolac, Lužine, Rupa, Vodenjak, Gomila, Družijanići, Zelići, Grkljani, Boduli, Mali Godinj, Ožići, Veliki Godinj, Pejkovići, Njivice, Čelj, Belaići, Knezovići, Bebeci, Panžići, Polizi, Sokoli, Moruklje, Gradina, Bašići és Nuići településrészekkel) lett. Később Rašćani Donji visszakapta a szétszakított település eredeti Rašćane nevét, Rašćani Gornji hivatalos neve pedig Rašćane Gornje lett. A közigazgatási átszervezés következtében Rašćane később Vrgorac, Rašćane Gornje pedig Zagvozd község része lett. 1991 óta a független Horvátországhoz tartozik. A lakosság száma a fiatalok elvándorlása következtében évtizedek óta folyamatosan csökken. 2011-ben 130 lakosa volt.

## Lakosság
| Lakosság változása | Lakosság változása | Lakosság változása | Lakosság változása | Lakosság változása | Lakosság változása | Lakosság változása | Lakosság változása | Lakosság változása | Lakosság változása | Lakosság változása | Lakosság változása | Lakosság változása | Lakosság változása | Lakosság változása | Lakosság változása |
| ------------------ | ------------------ | ------------------ | ------------------ | ------------------ | ------------------ | ------------------ | ------------------ | ------------------ | ------------------ | ------------------ | ------------------ | ------------------ | ------------------ | ------------------ | ------------------ |
| 1857               | 1869               | 1880               | 1890               | 1900               | 1910               | 1921               | 1931               | 1948               | 1953               | 1961               | 1971               | 1981               | 1991               | 2001               | 2011               |
| 749                | 876                | 949                | 1.160              | 1.362              | 1.483              | 1.435              | 1.389              | 1.428              | 904                | 843                | 586                | 375                | 316                | 204                | 130                |

(1991-ig Rašćane Gornje adataival együtt.)

## Nevezetességei
- Szent Mihály főangyal tiszteletére szentelt plébániatemploma[4] 1599 és 1601 között épült, a vidék legrégibb temploma. Egyhajós épület, négyszögletes apszissal. Az apszis falába két régi sírkő van befalazva. Később ismeretlen időpontban a falakat még egy méterrel megmagasították, az épület ekkor nyerte el mai formáját. 1975-ben a két bejáratot magasították meg. Ekkor új kórus, a régi oltár elé pedig új szembemiséző oltár is épült. A fából készült főoltáron Szent Mihály szobra látható. A templomnak még két régi szobra van, melyek a mellékoltárokon láthatók. A Szűzanya szobra 1626-ból, Szent Antal szobra pedig a 18. századból származik. A déli falon az oldalbejárat felett glagolita feliratos kőkereszt látható, melyet 1900-ban a Krisztus-jubileumra helyeztek el. A három harang számára kialakított pengefalú harangtornyot 1933-ban építették.

- Szent István első vértanú tiszteletére szentelt temploma[5] valószínűleg a 17. század első felében épült. Pontos építési ideje nem ismert. Eredetileg 10,5 méter hosszú és 8 méter széles volt. Később 3,65 méterrel meghosszabbították és 2 méterrel megmagasították, egyúttal 6 méter hosszúságú apszist építettek hozzá. Harangtornyát 1906-ban építették, de ekkor nem fejezték be, csak sokkal később az 1980-as években. A főoltár Stipe Rako mester imotski műhelyében készült 1870-ben.

- A grebinei középkori temető Pejkovići településrésztől északra, a rašćanei mezőkön át vezető út mentén található. Az út déli oldalán 15. századi sírkövek láthatók. Hat stećak, 3 tábla és 3 oromzatos sírkő maradt fenn. A sírkövek nagy méretűek, durván kivitelezettek, és egy táblát valamint egy oromzatos sírkövet kivéve díszítetlenek. A síremlékektől délre a környező telkek szárazon rakott kőfalaiba néhány sírkőtöredék épült.[6]

## Oktatás
A településen a vrgoraci alapiskola kihelyezett tagozata működik.

## Fordítás
Ez a szócikk részben vagy egészben  a   Rašćane című horvát Wikipédia-szócikk ezen változatának fordításán alapul.  Az eredeti cikk szerkesztőit annak laptörténete sorolja fel. Ez a jelzés csupán a megfogalmazás eredetét és a szerzői jogokat jelzi, nem szolgál a cikkben szereplő információk forrásmegjelöléseként.